# County Commercial Cars Ltd
Pour les articles homonymes, voir County.
County Commercial Cars Ltd, plus communément dénommée County, est une entreprise britannique de construction de camions et de machines agricoles fondée en 1929.
Son activité principale est la modification de tracteurs agricoles des marques Fordson et Ford pour les transformer en véhicules à quatre roues motrices. Cette activité se réduisant lorsque les constructeurs proposent leurs propres tracteurs à quatre roues motrices, la production des tracteurs County cesse en 1990.

## Histoire
La County Commercial Cars Ltd est fondée en 1929 par deux frères, Ernest et Percy Tapp qui modifient des camions Ford à deux essieux en y ajoutant un troisième. La première réalisation agricole de l'entreprise, en 1949, est la transformation d'un tracteur Fordson en engin à chenilles. En 1954, County propose un tracteur à quatre roues motrices et poursuit la production des deux types de véhicules jusqu'en 1964, année où la production de tracteurs à chenilles est stoppée. 
La montée en puissance des tracteurs équipés de quatre roues motrices d'origine par leurs constructeurs, Ford notamment, rend sans objet les adaptations de County. L'entreprise est rachetée en 1983, puis change de main en 1987 mais la production cesse en 1990. Une tentative de reprise du nom a lieu en 1994 mais ne dure qu'un an. Depuis, le nom County n'est plus utilisé que pour vendre les pièces détachées destinées aux engins de collection.

## Productions
Les tracteurs County à quatre roues motrices ont la particularité de posséder quatre roues de taille identique mais l'essieu avant est rarement directeur. Le tracteur se dirige dans ce cas par ripage, en bloquant les roues intérieures au virage, comme un engin à chenilles, ce qui augmente nettement son adhérence au détriment de sa maniabilité à la différence de Roadless qui propose d'adapter un pont avant moteur, mais qui reste directeur.
Si les tracteurs Fordson et Ford constituent la majorité des modèles adaptés par County, des tracteurs International Harvester et Leyland figurent aussi parmi les productions de la marque.
Les County sont utilisés en agriculture, mais aussi dans les travaux publics et l'exploitation forestière.
Le 30 juillet 1963 un prototype amphibie, dénommé County Seahorse, traverse la Manche depuis le cap Gris-Nez jusqu'à Kingsdown,, piloté par David Tapp, directeur technique de County.

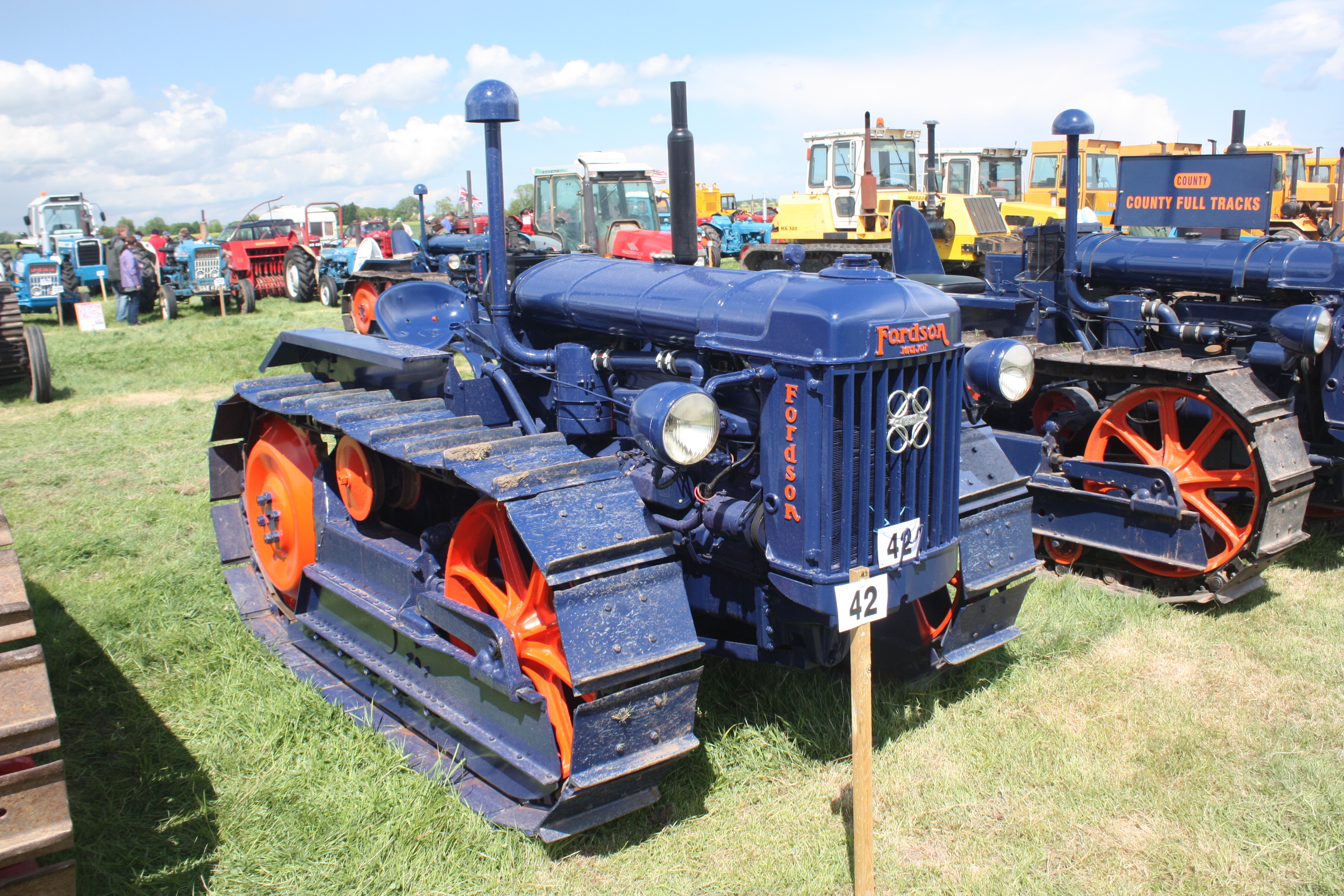
County CFT, un des premiers tracteurs de la marque sur base de Fordson Major.
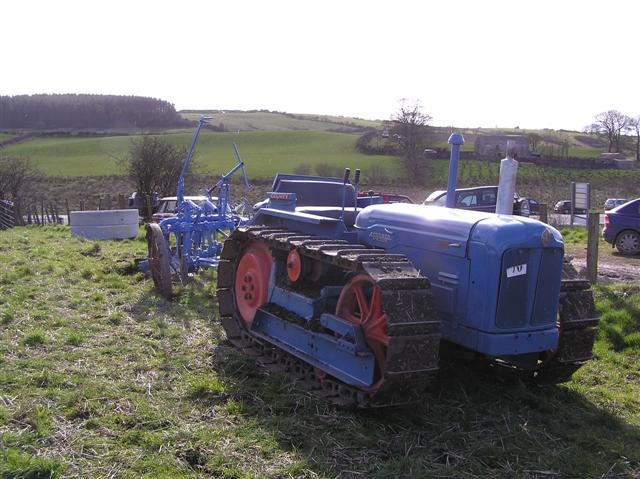
Tracteur County à chenilles sur base de Fordson Super Major.
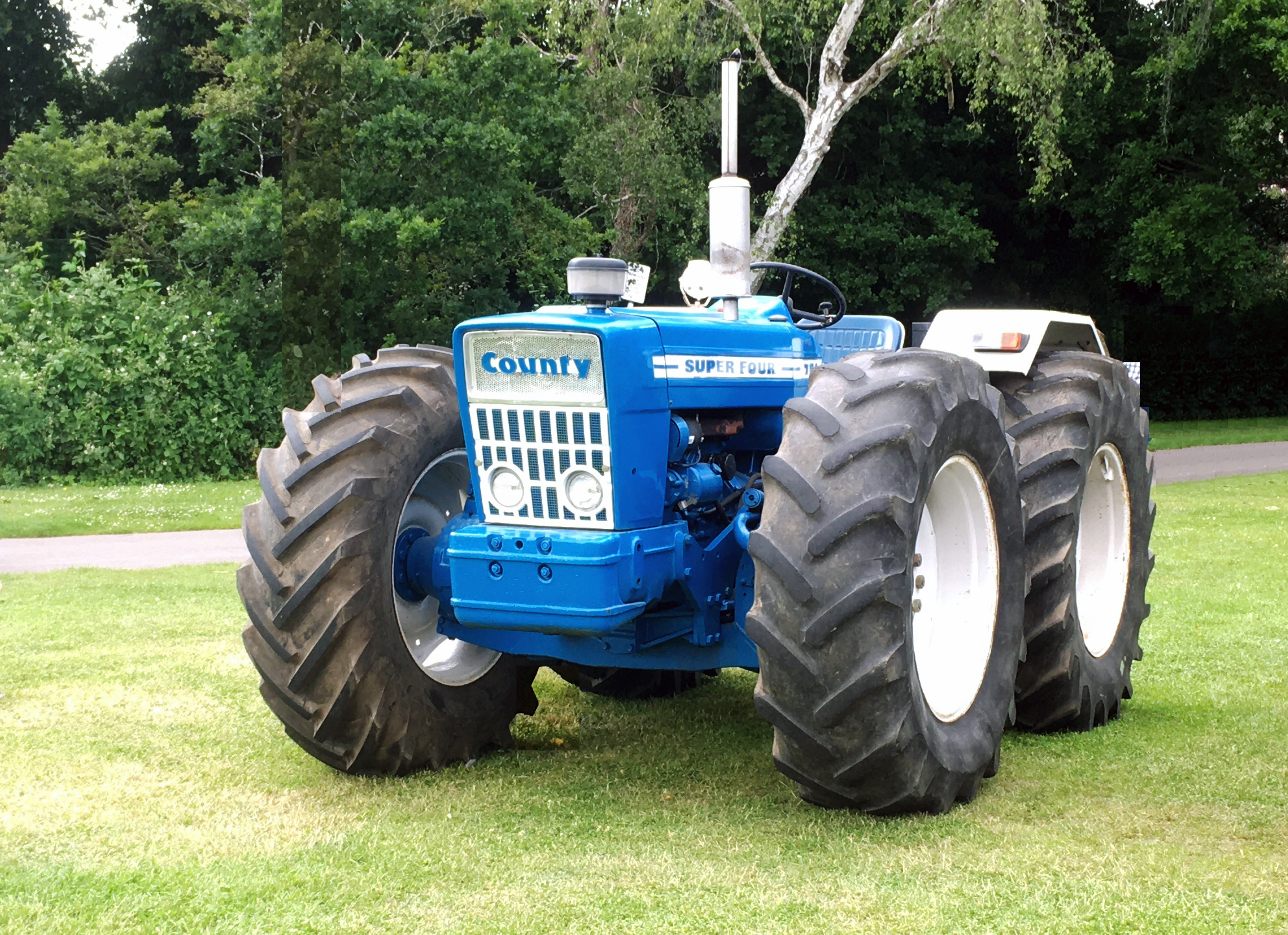
County 754 Super Four sur base de Ford 6600.
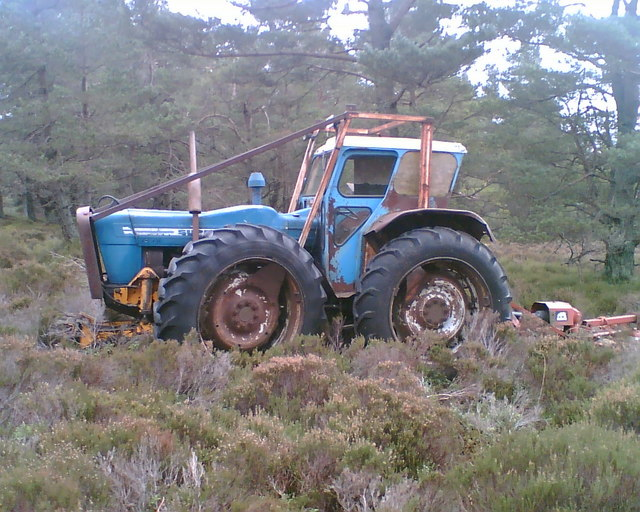
County en exploitation forestière.
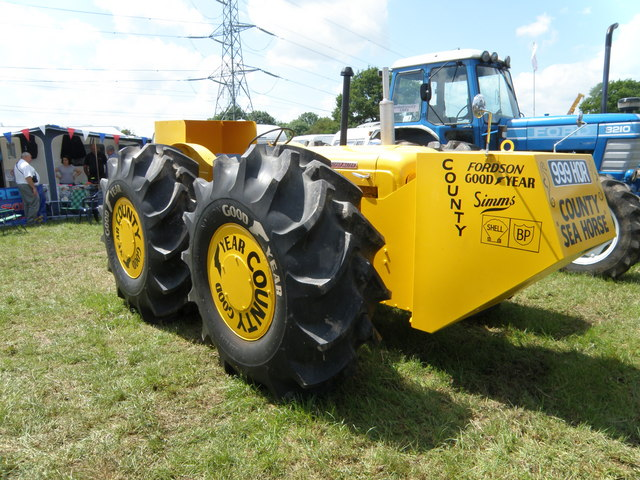
Réplique du County Seahorse, tracteur amphibie.